# التاريخ والمؤرخون العرب
هناك العديد من الكتب التاريخية التي تظهر لنا اهتمام العرب بعلم التاريخ، ومن هذه الكتب كتاب الدكتور عبد العزيز سالم أستاذ التاريخ الإسلامي والحضارة الإسلامية في كلية الآداب بجامعة الاسكندرية. وكتابه هو ( التاريخ والمؤرخون العرب )؛ تحدث لنا الدكتور بمقدمة الكتاب عن اهتمام العرب بعلم التاريخ اهتماماً خاصاً لميلهم إلى معرفة مصائر الأمم الماضية، فقاموا برواية الأخبار وجمع الروايات وألفوا فيه وعلى هذا النحو فإن معظم المصنفات التاريخية والجغرافية والأدبية موسوعات عربية في التاريخ والأداب والعلوم الإسلامية بوجه عام، وتعتبر ذخيرة طيبة عند الباحثين في علم التاريخ عند العرب. وقسم كتابة إلى قسمين رئيسيين: الأول: افرده للكتابة التاريخية. الثاني: خصصة لدراسة المصادر.

## فصول الكتاب

### الباب الأول
خصصه للكتابة التاريخية.
الفصل الأول، قسمه إلى قسمين؛
- الأول،التقويم الهجري.
- الثاني، آراء مؤرخي العرب في التاريخ.

الفصل الثاني، قسمه إلى قسمين؛
- الأول، أخبار العرب في الجاهلية.
- الثاني، بداية الكتابة التاريخية عند العرب.

الفصل الثالث، وقسمه إلى قسمين؛
- الأول، منهج الكتابة التاريخية عند المسلمين.
- الثاني، تنوع صور المادة التاريخية.

وقسم منهج الكتابة أيضاً إلى قسمين:
- الأول، التاريخ الحولي أو حسب السنين.
- الثاني،التاريخ حسب الموضوعات.

### الباب الثاني
تحدث فيه عن مصادر التاريخ الإسلامي، وهي نوعان:
- الأول، المصادر الأثرية وتحدث عنها في (الفصل الرابع).
- الثاني، المصادر المكتوبة وخصص لها (الفصل الخامس).

## الخلاصة
ان هذا الكتاب ذكر فيه أسماء لمؤرخين؛ وفصل في المصادر التاريخية وقسمها وأورد مقتطفات عليها وهي تعتبر مصادر لتاريخ الإسلامي، وعول معلوماته واستقاها من 220 مؤلف مابين مصدر ومرجع. فأرى أن هذا الكتاب به من المعلومات التاريخية المفيدة والتي يمكن الرجوع إليها والاستفادة منها في أي وقت.